# 板東道生
板東 道生（ばんどう みちお、1978年12月18日 - ）は、日本のシンガーソングライター。

## 人物
徳島県鳴門市出身。2003年より、大阪を拠点としてライブ活動、作詞作曲活動を行っていた。2008年より地元徳島県鳴門市に活動拠点を移している。代表曲は「好きな人。」、「道頓堀恋唄」、「私の運命」、「ふたり」、「わかれ話の出町柳」、「ミラクルラジオアワー」、「日常のコンチェルト」等。
血液型はAB型。身長172cm、体重60kg。

## 略歴
2003年にモーリスフォークビレッジ大阪大会優勝。2004年にアリーナレコーズよりシングル「日常のコンチェルト」をリリースする。このシングルが、月間イーノ岡山・倉敷版邦楽ランキング1位、HMV渋谷週間チャート総合ランキング3位・インディーズランキング1位、HMVシングルチャートJ-POPランキング29位を記録する。
ミニアルバム『ミニアルバムvol.1』を制作する。
2006年には、FM802主催のMINAMI WHEELに出演。シングル「私の運命/ふたり」をリリース。このシングルではSLY TRIBESのギタリスト、神俊介をプロデューサーとして迎えている。
2007年、産経新聞大阪本社・サンケイミュージックとのコラボレーションソング「愛がいっぱいMINAMI!」を制作。同年にアルバム『あれやこれやで名曲集 〜ミニアルバムvol.2〜』をリリース。また同年8月には、梅田アムホールにてワンマンライブ開催。ピアノ弾き語りを含む18曲を披露。同年9月には社会福祉施設・第2三恵園での夏イベント「秋の夕べコンサート」に出演同年11月24日に京都・新風館にて開催された「サンケイエクスプレス1周年 サンケイミュージック2周年イベント」に出演。同イベントメインアクトは平原綾香、JONTE。
2009年、シングル「潮風のメロディー」を発売。「自分と音楽をゼロから見つめ直そう」と活動拠点を地元・徳島県鳴門市に移す。「忘れかけても 忘れないでいて いつまでもこの街のメロディー」と歌い上げる。同曲のプロモーションビデオを監督・撮影したのが、鳴門市の情報雑誌記者・カメラマン西山博文。
徳島ヴォルティスファンを公言している。BFM79.1「麻実のヴォルティス大好き」出演時、自ら制作した徳島ヴォルティス応援歌を披露。以降、同番組で度々オンエアされている。
四国放送ラジオ「となりのラジオ」エンディングテーマ「ミラクルラジオアワー」を制作。佐藤旬子アナウンサーとのトーク内で、「リスナーさんから、歌詞のアイデアを募集しましょう」との運びになる。
2009年10月3日、4日に開催された「第10回四国放送ラジオまつり GO!GO!フェスティバル」の4日に出演。トリを務める。その際、四国放送アナウンサー・キャスターと共に「ミラクルラジオアワー」を披露。
2010年3月20日、四国放送ラジオ「中四国ライブネット」に、司会アシスタントで出演。同年9月、シングル「ミラクルラジオアワー」発売。四国を回る「ミラクルラジオツアー」開始。
2011年4月より、四国放送ラジオ「バンリク」月曜日を寺島啓太アナウンサーと担当。同年4月23日、シングル「レモンスカッシュ」発売。同年7月31日、シングル「だから新町川」発売。
2012年2月1日、徳島ヴォルティスホームゲームのスタジアムDJに就任。2014年シーズンまで務める。
　

## ディスコグラフィー

### シングル
| 1st | 日常のコンチェルト   | 2004.9.21 | 01. 日常のコンチェルト 02. 波の曲〜秘かな恋のメロディー〜                                                                   |                                                                           |
| 2nd | 私の運命/ふたり      | 2007.5.1  | 01. 私の運命 02. ふたり |                                                                           |
| 3rd | 潮風のメロディー     | 2009.4.28 | 01. 潮風のメロディー 02. なぐさめブルージー 03. まわるワルツ 04. 潮風のメロディー (カラオケ)                                |                                                                           |
| 4th | ミラクルラジオアワー | 2010.9.25 | 01. ミラクルラジオアワー 02. Radio Land 03. ミラクルラジオアワー (カラオケ) 04. ミラクルラジオアワー (オリジナルバージョン) | JRTラジオ『となりのラジオ』エンディング・テーマ JRTラジオイメージ・ソング |
| 5th | 「レモンスカッシュ」 |           | 01.レモンスカッシュ 02.夢をかなえて 03.レモンスカッシュ～BESS HOUSE VER～ 04.レモンスカッシュ (カラオケ)                    |                                                                           |
| 6th | 「だから新町川」     |           | 01.だから新町川 02.新町川よ吉野川よ 03.だから新町川 (カラオケ) 04.新町川よ吉野川よ (カラオケ)                               |                                                                           |

### アルバム
| 1st | ミニアルバムVOL.1                         |           | 01. 私の運命 02. 道頓堀恋唄 03. ふたり 04. 空飛ぶ小舟 05. 道生君のユーモア 06. はじめての雪 07. 好きな人。                      |  |
| 2nd | あれやこれやで名曲集〜ミニアルバムvol.2〜 | 2007.8.24 | 01. わかれ話の出町柳 02. 好きな人。 03. ひかりとひとり 04. あれやこれやで新開地 05. もういいじゃない 06. 片思いの夜に。         |  |
| 3rd | ミチオマジック〜ミニアルバムvol.3〜       | 2009.12.5 | 01. DANCE!DANCE!DANCE! 02. やっぱりあなたは恋ばかり 03. 君が生まれた日 04. しあわせの魔法 05. 卓郎君のお店 06. タイヤキブルース |  |

## 出演番組
- JRTテレビ「ゴジカル!」：毎週水曜午後4:53 - 午後5:53
- JRTラジオ「バンリク」：毎週月曜午後9：00 - 午後11：00
- NHK徳島放送局「あわメロ」：毎週金曜午後5：05 - 午後6：00